# David Lockhart
Pour les articles homonymes, voir Lockhart.
David Lockhart, mort en 1845, est un jardinier et botaniste anglais, survivant d'une expédition sur le fleuve Congo en 1816.

## Biographie
Lockhart naît Cumberland, il devient un jardinier des Jardins Royaux, Kew. En 1816, il devient l'assistant de Christen Smith, naturaliste de l'expédition au Congo sous la direction de James Hingston Tuckey,. Lockhart revient vivant, mais souffrant d'une forte fièvre, tandis que les directeurs de l'expédition et de nombreux autres membres sont morts. C'est Lockhart livre la collection botanique séchée de Smith à Sir Joseph Banks.

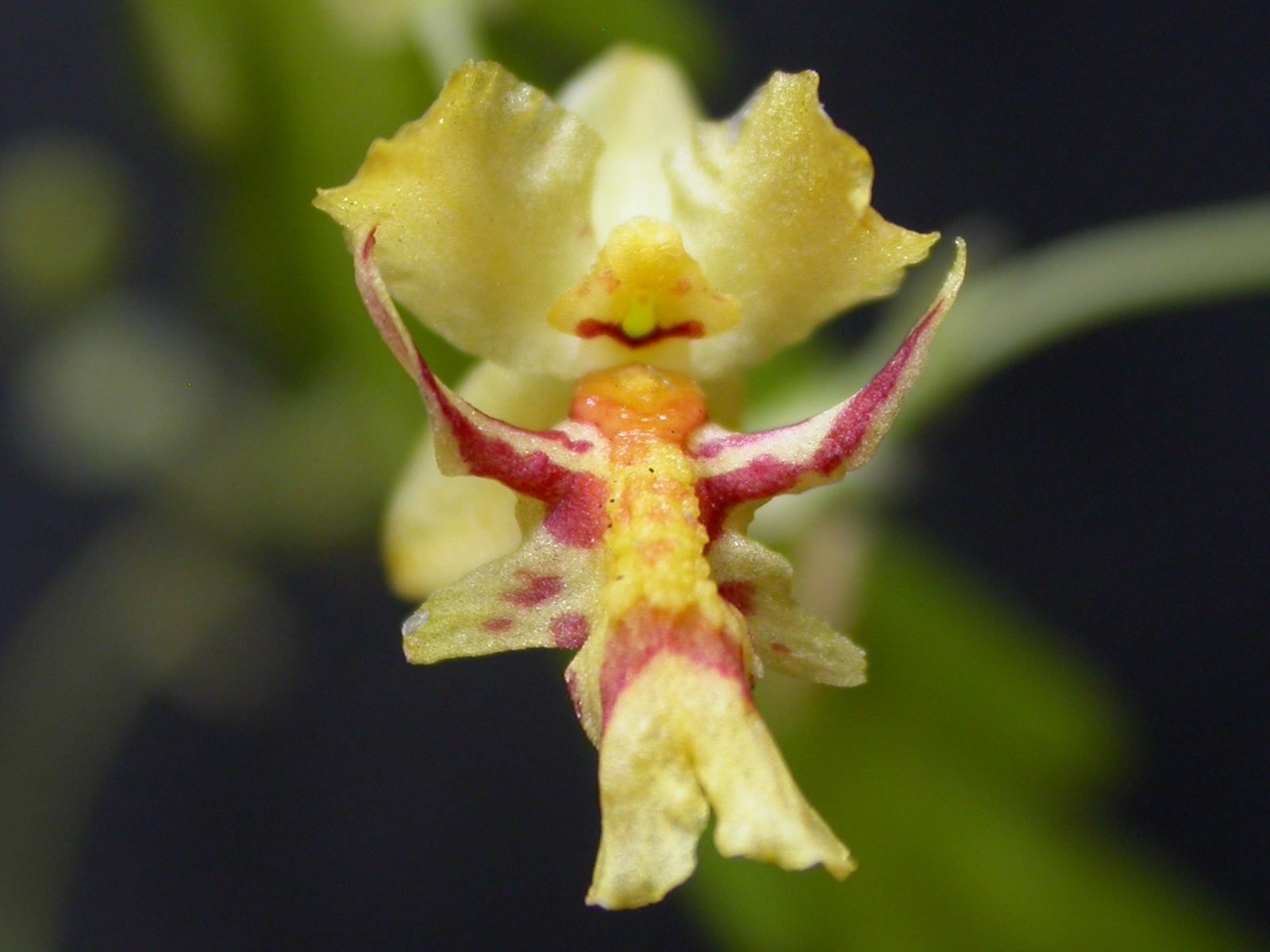
Lockhartia ludibunda

Deux ans plus tard, Lockhart est chargé des jardins coloniaux de  Trinité, alors sous la supervision de Sir Ralph Woodford. Il visite l'Angleterre en 1844 dans le but d'enrichir les jardins de Trinidad, mais il meurt en 1845 peu après son retour sur l'île. Un genre d'orchidées a été nommé Lockhartia en son honneur par William Jackson Hooker, mais a été fusionné avec le genre Fernandezia, par John Lindley en 1847,,. Cependant, les « orchidées tressées », comme on appelle les plantes du genre Lockhartia, sont maintenant considérées comme distinctes des plantes du genre Fernandezia.